# Kománfalva (Arad megye)
Kománfalva (Comănești) település Romániában, a Partiumban, Arad megyében.

## Fekvése
a Béli-hegység alatt, Béltől északkeletre fekvő település.

## Története
Kománfalva nevét 1599-ben Komanfalva néven említette először oklevél. 1692-ben Kuminyesti, 1808-ban Kumanyesd, 1913-ban Kománfalva néven írták.
1851-ben Fényes Elek írta a településről: „Bihar vármegyében, hegyek közt, a váradi deák püspök béli uradalmában, kies vidéken, 153 óhitü lakossal, anyatemplommal, 125 hold urbéri szántófölddel s réttel és 328 hold majorsági erdővel. Van itt az uraságnak szép szőleje is, melly lehetős bort terem. A Botfejről s Agrisról lefolyó, és Hagymásról csergedező patakok itt egyesülnek, s 4 malmot hajtanak.”
Kománfalva (Kumanyesd) egykori földesura a nagyváradi 1. sz. püspök volt még a 20. század elején is.
1910-ben 227 lakosából 252 román, 20 magyar volt. Ebből 251 görögkeleti ortodox, 10 evangélikus, 6 görögkatolikus volt.
A trianoni békeszerződés előtt Bihar vármegye Béli járásához tartozott.

## Nevezetességek
- Görög keleti temploma 1800-ban épült.